# لنیکرا کانادایی
لنیکرا کانادایی (نام علمی: Lonicera canadensis) نام یک گونه از سرده پیچ امین‌الدوله است.